# Lipno (województwo wielkopolskie)
Lipno – wieś w Polsce położona w województwie wielkopolskim, w powiecie leszczyńskim, w gminie Lipno.

## Położenie
Miejscowość leży przy drodze wojewódzkiej nr 309 (dawniej droga krajowa nr 5).

## Historia
Wieś pierwotnie związana była z Wielkopolską. Ma metrykę średniowieczną i istnieje co najmniej od końca XIV wieku. Wymieniona pierwszy raz w łacińskim dokumencie z 1396 jako „Lippo, Lippno”, 1418 „Lypno”, 1418 „Lyppna”.
Miejscowość była początkowo wsią szlachecką należącą do lokalnej szlachty wielkopolskiej z rodu Gryżyńskich, Osieckich oraz Lipieńskich, którzy od nazwy wsi przyjęli swoje odmiejscowe nazwisko, a później także do Bronikowskich i Goniębickich. W 1445 leżała w powiecie kościańskim Korony Królestwa Polskiego. Od 1418 była siedzibą własnej parafii. W 1510 leżała w dekanacie Kościan.
Pierwsza wzmianka w archiwalnych dokumentach pochodzi z 1396 kiedy sąd przysądził Wyszakowi Kotwiczowi z Żegrowa 200 grzywien tytułem wiana dla jego córki. Za tę sumę Andrzej Gryżyński z Gryżyny wraz z braćmi zastawił Wyszakowi Lipno, a jeżeli córka Wyszaka umrze bezpotomnie suma ta miała przypaść Gryżyńskim. W 1420 Małgorzata Klonowiecka pozwała sołtysa lipieńskiego, ponieważ pasł on bydło i 30 kóz na pastwiskach w Klonowcu. W 1429 Wawrzyniec Skoraczewski i Sędziwój Spławski zeznali w sporze z Przybysławem Gryżyńskim, że prosili go, aby powstrzymał sołtysa z Lipna od zamierzonej ucieczki oraz wyznaczył im termin sprawy w sądzie .
W 1429 Lipno należało do stolnika poznańskiego Przybysława Gryżyńskiego z Brenna oraz Gryżyny. W 1438 syn Andrzeja Gryżyńskiego Maciej Borek Osiecki, który od własności wsi Osieczna przyjął odmiejscowe nazwisko Osiecki, posiadał także część wsi Lipno. W 1443 synowie Jana Gryżyńskiego Andrzej i Wojsław z Gryżyny toczyli spór sądowy z Andrzejem z Jaszkowa o równy podział spadku po ich bezpotomnie zmarłym stryju Przybysławie Gryżyńskim. Do spadku tego należało m.in. Lipno. W 1445 kasztelan nakielski Maciej Borek z Osiecznej sprzedał Lipno za 300 grzywien Andrzejowi z Kąkolewa leżącego koło Osiecznej. W 1471 Andrzej Kąkolewski zapisał Katarzynie żonie swego syna Mikołaja po 200 grzywien posagu oraz wiana na Lipnie.
W 1445 Mikołaj pleban lipnieński upomniał się o zaległe opłaty u miejscowych kmieci, którzy odmówili tłumacząc, że nie są zobowiązani płacić z ról opuszczonych. W spór włączył się dziedzic wsi Andrzej z Kąkolewa. W 1445 kmieć Marcin Kuszin z Lipna pozwał plebana Mikołaja do sądu z tego tytułu „z powodu należności pieniężnych oraz doznanych krzywd”. W 1467 Jan Lipieński pleban lipieński pozwany został przez Barbarę z Kościana o 6 ćwiertni żyta, krowę, jedną kopę groszy oraz pościel, które jej się należały za 14 lat służby u Szymona poprzedniego plebana lipieńskiego. Jako zadośćuczynienie sąd przysądził Barbarze tylko krowę.
W 1474 syn Andrzeja z Kąkolewa, Kasper dziedzic Zaborowa koło Książa oraz Lipna, wysłał ze swych dóbr dwóch domowników na wyprawę wojenną (chodzi prawdopodobnie o najazd Jana II Szalonego księcia żagańskiego, który w czasie najazdu na Śląsk na czele wojsk zwerbowanych przez Macieja Korwina najechał na południową Wielkopolskę).
W 1510 Andrzej Lipieński sprzedał z zastrzeżeniem prawa odkupu swojemu stryjowi Janowi Sieńskiemu z nieistniejącego obecnie Sienna koło Leszna, jeden łan w Lipnie, na którym gospodarował Mikołaj Nadol. W 1518 sprzedał dalsze 4 łany w Lipnie z zastrzeżeniem prawa odkupu Dorocie Zbarzewskiej żonie Kaspra Zbarzewskiego, a ona łany odsprzedała z zastrzeżeniem prawa odkupu za 70 grzywien swojej córce Agnieszce żonie Mikołaja Czackiego. W latach 1521–1425 Andrzej Lipieński sprzedaje z zastrzeżeniem prawa odkupu kolejne łany w Lipnie Andrzejowi Ręcskiemu. W 1521 jeden łan za 30 grzywien oraz 5 i 3/4 łana za 100 kóp groszy. W 1523 6 i 3/4 łana za 150 grzywien, w 1524 7 i 3/4 łana za 180 grzywien, i w 1525 7 i 3/4 łana za 200 grzywien. W 1530 Andrzej Lipieński sprzedał Lipno za 1200 grzywien bratu stryjecznemu Andrzejowi Kąkolewskiemu, a w zamian otrzymał od niego 11 grzywien czynszu rocznego z Kąkolewa oraz jeden łan opuszczony zwany „Niklewskim” znajdujący się w tamtej wsi.
Historyczne dokumenty odnotowały również zwykłych mieszkańców wsi. W latach 1418–1567 odnotowano szereg lipieńskich kmieci. W 1418 Macieja Knapa, który toczył spór z Janem Stopaczem z Mórkowa. W 1445 Marcina Kuszina z Lipna. W 1510 kmiecia Mikołaja Nadola, który „siedział na jednym łanie”. W 1513 Grzegorza Rostangela oraz Klimka i Szczepana. W 1521 Jan Wolny siedział na 1,5 łana i płacił od niego dwie kopy groszy czynszu rocznego. W latach 1521–1525 kmieć Jan Hanusz uprawiał 1 i 3/4 łana, od którego płacił dwie kopy groszy bez 4 groszy. Kolejny kmieć Piotr z jednego łana płacił 7 wiardunków, Jan Szwaja płacił 7 wiardunków i 8 groszy, Maciejek płacił 2 grzywny i 20 groszy, Jakub Jakiel płacił jedną grzywnę i 2 grosze. Pobierano także opłaty z miejscowej karczmy. W 1521 Agnieszka wdowa po karczmarzu Mikołaju zapłaciła 6 wiardunków, a wlatch 1523-1525 karczmarz Piotr zapłacił 6 wiardunków. W latach 1524–1525 Andrzej Szwaja siedzi na ostatnim łanie. W 1567 odnotowano 6 kmieci w Lipnie: Marcina, który mieszkał blisko karczmy, Macieja jego sąsiada, Nikiela, Jakuba jego syna, Wawrzyńca Kundeka oraz Macieja Greubela, który mieszkał koło włodarza Szczepana.
Miejscowość odnotowano również w historycznych rejestrach poborowych. W 1530 miał miejsce w Lipnie pobór podatkowy z 5 łanów. W 1581 pobrano podatki z części Jakuba Kuranowskiego od 4,5 łana, karczmy dorocznej, 3 zagrodników, 2 komorników. Z części Macieja Goniębickiego pobrano natomiast podatki od 4,5 łana oraz od 3 komorników.
W wyniku II rozbioru Rzeczypospolitej w 1793, miejscowość przeszła w posiadanie Prus i jak cała Wielkopolska znalazła się w zaborze pruskim. W okresie Wielkiego Księstwa Poznańskiego (1815-1848) miejscowość wzmiankowana jako Lipno należała do wsi większych w ówczesnym pruskim powiecie Kosten rejencji poznańskiej. Lipno należało do okręgu śmigielskiego tego powiatu i stanowiło odrębny majątek, który należał wówczas do Jaraczewskiego. Według spisu urzędowego z 1837 roku Lipno liczyło 183 mieszkańców, którzy zamieszkiwali 20 dymów (domostw).
W latach 1975–1998 miejscowość administracyjnie należała do województwa leszczyńskiego.
W Lipnie działa klub piłkarski Orzeł Lipno (najwyższa liga: A-klasa okręgu leszczyńskiego, wywalczona w sezonie 2005/2006).